# Piero Dread
Piero Dread, talvolta scritto PieroDread, pseudonimo di Pietro Comite (Torino, 26 febbraio 1980), è un cantante, musicista e produttore discografico italiano.

## Biografia
Piero Dread nasce a Torino, ma da giovanissimo si trasferisce a Milano con la famiglia, città dove ha iniziato a suonare la chitarra quando aveva solo sette anni e dove crescerà artisticamente.
Divenne noto nel 2002 quando entrò inizialmente come chitarrista e corista nei Franziska, una reggae band che negli anni lo ha portato pubblicare diversi singoli, EP e album, e diventandone quasi subito frontman, già dall'anno seguente. Nei nove anni di attività con i Franziska si è esibito in molti palchi dei principali reggae festival d'Europa, grazie anche alla vittoria nel 2007 del "Rototom Sunsplash Contest", dove verrà considerato in seguito fra i più talentuosi artisti della scena reggae italiana.
Dal 2009 ha intrapreso la carriera da solista pubblicando nel 2013 il suo primo album Real Vibes. 
Nel 2014 ha partecipato alla seconda edizione di The Voice selezionato nel Team di J-Ax.
Nel 2017 ha pubblicato il suo secondo album sempre come autore e cantante solista dal titolo #Interplay, sotto l'etichetta Halidon.

## Discografia Parziale

### Con i Franziska
- 2003 Hot Shot - V2 Records
- 2006 Frnzsk - The New Sound Of Franziska - Venus dischi, Sony Music
- 2008 Action - Venus dischi, Warner Music

### Solista
- 2013 - Real Vibes - Vibes Point
- 2017 - #Interplay - Halidon

### Partecipazioni a compilation extra
- 2014 - The Voice of Italy 2 - The Best of Battles (con la traccia Je sò pazzo con Valerio Jovine - Team J-Ax)

## Videografia

### Con i Franziska
- 2006 - Dancehall Party
- 2008 - The Herb

### Solista
- 2012 - Leave You No More
- 2013 - Forever
- 2014 - See Dem A Fight
- 2017 - Ain't Got No Easy

## Premi e riconoscimenti
- 2007 - Vincitore del Reggae Contest del Rototom Sunsplash. (con i Franziska)
- 2014 - Vincitore dell' Italian Reggae Contest del Rototom Sunsplash. (da solista)